# سیارک ۱۰۸۳۸۲
سیارک ۱۰۸۳۸۲ (به انگلیسی: 108382 Karencilevitz، نامگذاری:2001KM21) صد و هشت هزار و سیصد و هشتاد و دومین سیارک کشف شده‌است که در ۱۸ مه ۲۰۰۱ کشف شد.